# Cheshire (kaas)
Cheshire is een brokkelige kaas, uit Cheshire in Engeland. het is een van de oudste geregistreerde kazen van Engeland. De kaas was enorm populair in het einde van de 18e eeuw. Hij heeft een erg scherpe smaak.